# 太堂町
太堂町（たいどうちょう）は、滋賀県彦根市の大字。

## 地理
北は賀田山町、北東は千尋町、東は安食中町、南は海瀬町、西は金沢町に隣接している。

## 歴史
江戸期は太堂村であり、犬上郡のうち。彦根藩領。村高は「寛永高帳」「元禄郷帳」「天保郷帳」「旧高旧領」それぞれ627石余で、変化はなかった。助郷は中山道高宮宿のに加助郷（彦根市史）。村内には、享保2年開山の真言宗浄称寺があった。明治5年滋賀県に所属。同13年の村の状況は、土地が平坦で地味は厚沃、水利の便もよかったが、水害を免れなかった。人口200・戸数54、うち47軒は農家で米（946石）・麦・大豆・菜種・葉煙草を生産するかたわら、機織などの製造を行い、工3軒は大工・桶職、商4軒は布・蚊帳を東京に輸送・販売し、あるいは仏具を九州地方へ輸送・行商していた。反別45町余、田39町5反余・畑1町3反余・宅地1町6反余など。荷車2両を使用（物産誌）。

### 年表
- 1872年（明治5年） - 滋賀県に所属。
- 1889年（明治22年）4月1日 - 町村制施行し、清崎村、賀田山村、安食中村、楡村、太堂村、千尋村が合併し犬上郡安永村が発足。安永村大字太堂となる。
- 1892年（明治25年）6月25日 - 安水村が改称して亀山村となる。亀山村大字太堂となる。
- 1956年（昭和31年）9月30日 - 河瀬村・亀山村が彦根市に編入。彦根市太堂町

## 世帯数と人口
2019年（平成31年）4月1日現在の世帯数と人口は以下の通りである。
| 町丁   | 世帯数 | 人口  |
| ------ | ------ | ----- |
| 太堂町 | 55世帯 | 128人 |

### 人口の変遷
国勢調査による人口の推移。
| 1995年（平成7年）  | 180人 | [ 6 ]  |  |
| 2000年（平成12年） | 171人 | [ 7 ]  |  |
| 2005年（平成17年） | 171人 | [ 8 ]  |  |
| 2010年（平成22年） | 145人 | [ 9 ]  |  |
| 2015年（平成27年） | 134人 | [ 10 ] |  |

### 世帯数の変遷
国勢調査による世帯数の推移。
| 1995年（平成7年）  | 51世帯 | [ 6 ]  |  |
| 2000年（平成12年） | 51世帯 | [ 7 ]  |  |
| 2005年（平成17年） | 51世帯 | [ 8 ]  |  |
| 2010年（平成22年） | 52世帯 | [ 9 ]  |  |
| 2015年（平成27年） | 51世帯 | [ 10 ] |  |

## 学区
市立小・中学校に通う場合、学区は以下の通りとなる。
| 番・番地等 | 小学校             | 中学校           |
| ---------- | ------------------ | ---------------- |
| 全域       | 彦根市立亀山小学校 | 彦根市立南中学校 |

## 施設
- 太堂町公民館
- 浄称寺
- 阿自伎神社

## 交通

### 道路
- 国道
  - 国道8号
- 都道府県道
  - 滋賀県道206号神郷彦根線

## その他

### 日本郵便
- 郵便番号 : 529-1153[3]（集配局：豊郷郵便局[12]）。